# Доллівуд
Доллівуд (англ. Dollywood) — тематичний парк, названий на честь американської співачки кантрі Доллі Партон, і належить їй і корпорації Herschend Family Entertainment. Парк розташований в місті Піджен-Фордж в штаті Теннессі, США.
Заснований в 1961 і в ньому спочатку знаходилася тільки залізниця та кілька магазинів.
У 1976 парк викуплений корпорацією Herschend Family Entertainment, а після того, як у 1986 співвласником парку стала Доллі Партон, він отримав назву Доллівуд. Парк відкритий з ранньої весни до Різдва та його щорічно відвідують близько 2,5 млн людей. Доллівуд розділений на 10 тематичних областей, кожна з яких є певним етапом історії або культури штату Теннессі. Також у парку проводяться п'ять різних фестивалів, серед яких Національний, Дитячий та Різдвяний.
У 2010 отримав нагороду Applause Award, яка присуджується найкращим паркам атракціонів у світі.

## Доллівуд у поп-культурі
- Друзі – сезон 7, епізод 2 – Моніка запитує у Чендлера, на що його батьки витрачали свої вільні гроші, а Чендлер відповідає, що його батько усі свої вільні гроші витрачає на щорічні поїздки до Доллівуду.
- Американський татусь! — сезон 2, епізод 10 — протягом серії Роджер намагається зібрати 50 млн. доларів, щоб купити Доллівуд.
- Буває й гірше – сезон 8, епізод 2 – Сью розповідає, що влітку відіграла 14,5 вистав у Доллівуді (в оригіналі – у ролі Дівчата з колодязя).
- Гріффіни - сезон 15, серія 19 - Сім'я Гріффінов відвідує Доллівуд після повернення з Мексики.